# 波斯人
波斯人是指以波斯語作為母語的人們，波斯人一詞具有超族群的意義，他們在歷史上屬於伊朗人的一部分。波斯人的來源可追溯至古代雅利安人，他們在公元前2000年至1500年抵達大伊朗地區。約公元前550年，古波斯人在伊朗南部波西斯地區（包含今法爾斯省）透過征服及同化當地的伊朗人及非伊朗人族群來向伊朗高原散播他們的語言及文化。即使面對马其顿、阿拉伯、蒙古、突厥等勢力的入侵，同化依舊持續進行，直至伊朗伊斯蘭化。隨著時日的推移，大量的方言及區域性特性湧現，二十世紀的伊朗及阿富汗以波斯人自居，反映出後鄂圖曼土耳其、歐洲、高加索及阿拉伯世界的演化。最後的波斯帝國阿夫沙爾王朝、赞德王朝及卡札爾王朝瓦解後，高加索地區及中亞或獨立，或併入俄羅斯帝國。波斯人是不拘一格的民族，以波斯語為共同的傳統。中亞的許多人種如哈扎拉族仍殘留下其蒙古祖先的影子。波斯語是伊朗高原的通用語言，因此被許多民族視為第二語言，如突厥人及阿拉伯人。伊朗的大部分波斯人信奉什葉派，東部則有遜尼派的追隨者（除了法爾西萬人（Farsiwans）及大部分哈扎拉族人），另有少數波斯人信奉巴哈伊信仰、瑣羅亞斯德教、基督教及猶太教。西方堅稱波斯人是一個種族分類，但波斯人在大體上是泛民族族群，包括那裡很少自稱為「波斯人」、有時以「伊朗人」自居的人們。波斯人及伊朗人二詞共通的用法已延續了多個世紀，縱使伊朗人實際上帶有不同的意思，伊朗人包括了那些使用不同語言但帶有關係的族群。作為泛民族族群，將波斯人定位為一個民族可帶來問題，因波斯人實際上是多樣性的族群。

## 術語

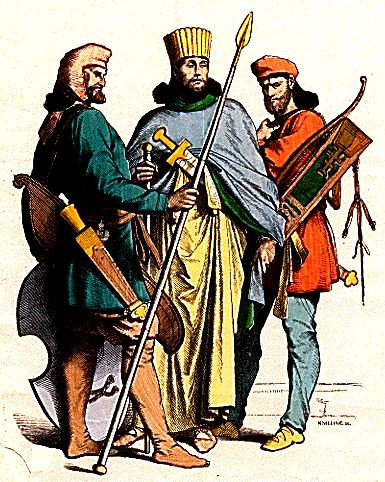
古波斯貴族及士兵的服裝。

希臘人將波斯一語引入到西方語言裡，西方以此作為伊朗的正式名稱直至1935年，因這個稱謂，使所有伊朗人都被認為是波斯人，而其他接受波斯語言及文化的人們也常被認為是波斯人。

### 古代
關於波斯人的第一個書面記錄是來自亞述人在公元前九世紀的敍述，他們稱為「帕爾蘇」（Parsua）。帕爾蘇位於伊朗西北部，在古波斯語當中稱為「伯爾薩」（Pârsa，今法爾斯）。古希臘人在公元前六世紀使用「帕撒斯」（Perses）、「帕斯卡」（Persica）及「波西斯」（Persis）等形容詞用於波斯人的帝國，英詞裡的波斯人（Persian）因此而得。在聖經較後的部分常提及到波斯帝國（以斯帖、但以理、以斯拉及尼希米記），稱為「派拉斯」（英語：Paras；希伯來語：פרס），如「Paras ve Madai」（פרס ומדי）即是「波斯及米底王國」。
阿契美尼德王朝的朝臣說波斯語，使用帕拉維文。萨珊王朝時期，波斯人、米堤亞人、帕提亞人及波斯當地人的攙和使波斯人的身分一致化，不論他們的宗教信仰及地區方言，他們都被一律稱為波斯人。埃蘭人的語言仍存活至伊斯蘭時期。中世紀歷史學家伊本·納迪姆（Ibn al-Nadim）寫道：「帕拉維語、達利語、庫茲語、波斯語、蘇里亞尼語都是伊朗人的語言。」阿卜杜拉·伊本·穆格法（Abd-Allāh Ibn al-Muqaffaʿ）提到庫茲語是波斯皇室的非正式語言，「庫茲」是埃蘭的異名，但庫茲人這身分可能已消失。據斯特拉波所說，相信是現代庫爾德人祖先的塞爾提亞人（Cyrtians）是波斯人的分支。被普遍認為是庫爾德人及魯爾人（Lurs）祖先的塞爾提亞人曾經廣泛分佈在波斯至米底王國之間的札格羅斯山脈。

### 伊斯蘭時期
波斯人一詞在伊斯蘭時期繼續用以描述多個古伊朗民族，包括會說花剌子模語、古塔巴里語、古阿扎里語、洛基語及庫爾德語的人。
波斯方言被歷史學家麥斯歐迪（Al-Masudi）視為波斯語，而那些會說波斯方言的民族也被視為波斯人。現代波斯語（達利語）是波斯方言的一種，他又將帕拉維文、古阿扎里語及其他波斯語言與之混為一談：
|  | 波斯人在馬哈特山脈、阿塞拜疆、亞美尼亞、阿倫、培爾汗、傑爾賓特、拉伊、馬贊德蘭、馬斯卡特、沙巴蘭、且末、阿巴沙赫、內沙布爾、赫拉特、馬爾夫等大呼羅珊地區活動，在薜吉斯坦、克爾曼、法爾斯、阿瓦士等地亦見其蹤影……這片土地曾經屬於一個主權王國，說一種語言……雖然語言稍有不同，這種語言在書寫上及組成部分是一致的，它們就是帕拉維語、達利語、阿扎里語及其他波斯語言。 |

### 現代
在1935年前，「波斯」一詞是西方世界對伊朗的正式名稱，但在薩珊王朝時期（公元224年－651年），波斯人已用「伊朗」來稱呼他們的國家。居住在伊朗的人們也被西方世界以「波斯人」冠稱。英國首相拉姆齊·麥克唐納（1866年－1937年）及英國駐伊朗領事佩爾西·洛蘭（Percy Loraine）以「波斯」及「波斯人」來談論伊朗人及伊朗政府。1935年3月21日，伊朗沙王禮薩汗頒佈法令，要求外交使節在官方箴件裡使用「伊朗」（雅利安人国家）。自此，「伊朗人」及「波斯人」共通用於伊朗人口。在歷史上，波斯人一詞用以指明居住在大伊朗地區的伊朗人。

## 分支

波斯族裔和語言主要分佈於伊朗、阿富汗、塔吉克

波斯人分佈在伊朗、喬治亞、土耳其、亞美尼亞、高加索、亞塞拜然、阿富汗、烏茲別克斯坦、巴基斯坦北部。跟伊朗的波斯人（西波斯人）一樣，塔吉克人（東波斯人）都是多支伊朗民族的後裔，他們的祖先包括來自伊朗的波斯人及其他入侵者。由於在歷史上血統產生了相互影響的作用，塔吉克人及法爾西萬與呼羅珊地區的波斯人有密切的關係。
其他較細小的分支有阿富汗及巴基斯坦的基齊勒巴什（Qizilbash），他們與法爾西萬及亞塞拜然人有血統關係。在高加索，塔特人（Tats）集中分佈在亞塞拜然、亞美尼亞及俄羅斯聯邦的達吉斯坦共和國，他們的祖先是薩珊王朝時期在這些地方定居的商人。西印信仰瑣羅亞斯德教的帕西人居住在古吉拉特邦、孟買及巴基斯坦南部地區，他們大部分是波斯瑣羅亞斯德教教徒的後裔。伊拉尼（Iranis）是另一個南亞西部的細小族群，他們是後期波斯瑣羅亞斯德教教徒移民的後裔。另外，阿富汗的哈扎拉族及艾马克人（Aymāq）具有波斯化蒙古人及突厥人的血統。

## 歷史
波斯人相信是雅利安人部族的後裔，雅利安人在公元前約2000年由中亞移入伊朗。雅利安人分拆成兩個主要族群，即波斯人及米底人，波斯語及伊朗語支始出現，他們與伊朗高原的原住民通婚，如埃蘭。公元前九世紀出現了對波斯人的一些記載，在亞述人的文獻裡，他們被稱為「帕爾蘇」（Parsu），居住在爾米亞湖的東南岸。

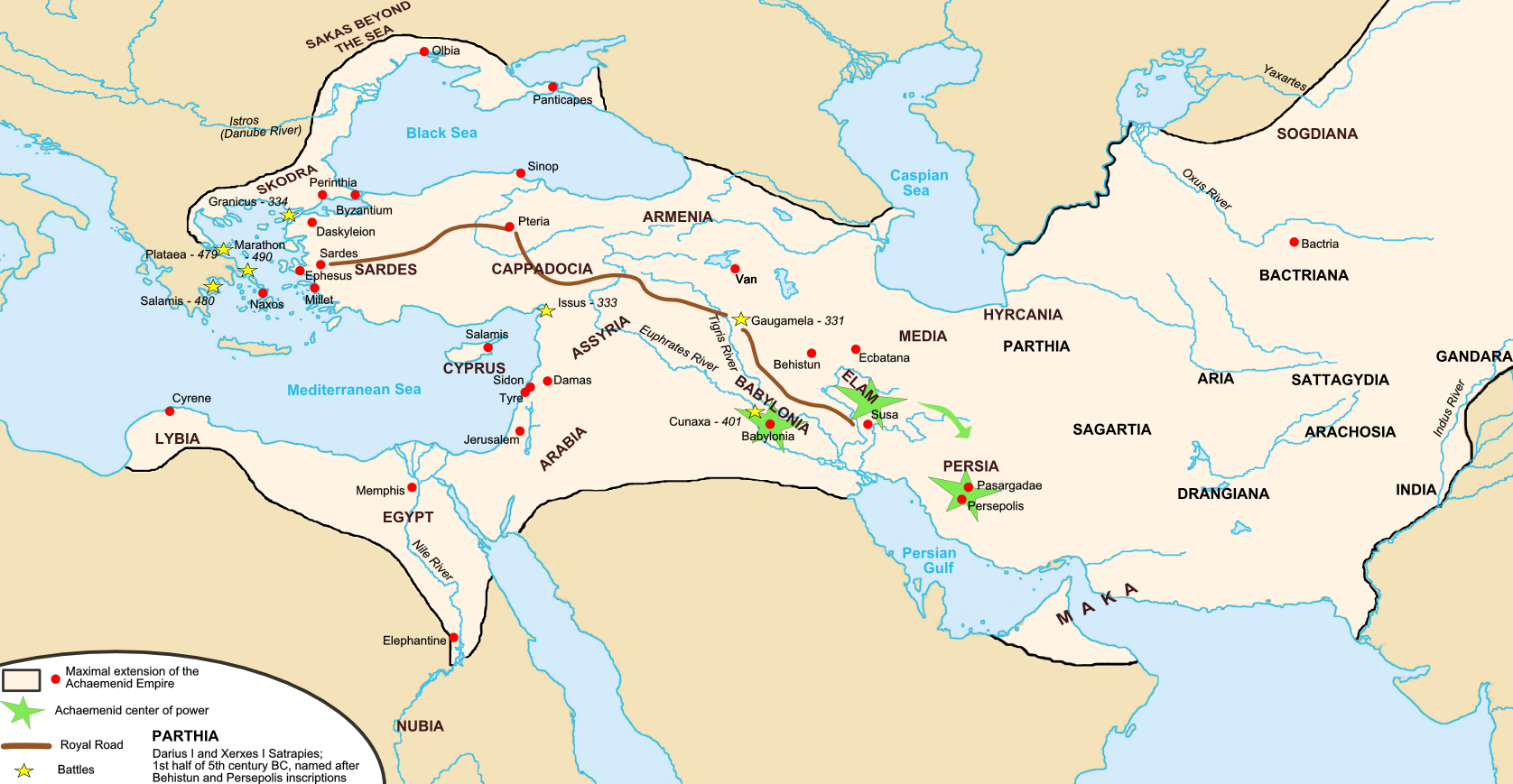
阿契美尼德王朝極盛疆域。

公元前六世紀，古波斯人成為阿契美尼德王朝的統治者，他們統合伊朗高原各部族，建立了波斯帝國。多個世紀以來，波斯帝國受到多個王朝的統治，一些王朝由伊朗人統治，如阿契美尼德王朝、安息、薩珊王朝、塔希尔王朝、萨法尔王朝、白益王朝及薩曼王朝；一些王朝不是由伊朗人統治，如马其顿帝国、塞琉古帝國、倭馬亞王朝、阿拔斯王朝、加兹尼王朝、古尔王朝、塞爾柱王朝、帖木儿帝国、白羊王朝、黑羊王朝、萨非王朝、阿夫沙尔王朝、赞德王朝及恺加王朝。
阿契美尼德王朝及薩珊王朝是在伊朗南部法爾斯建立的，而安息則是在伊朗北部建立。根據在伊朗發現的一些來自阿契美尼德王朝時代的楔形文字，證明波斯一詞的當地用語在王朝建立時已用以指稱伊朗。

## 語言
在現時流通使用的語言當中，波斯語是其中一種世上最古老的語言，並且是其中一種擁有健全文學傳統的語言，赫赫有名的波斯詩人有菲爾多西、哈菲茲、歐瑪爾·海亞姆、阿塔爾·尼沙普里（Attar Neyshapuri）、薩阿迪（Saadi）、尼扎米、魯達基（Rudaki）、魯米、薩納依（Sanai）。波斯語、烏爾都語、孟加拉語、土耳其語、阿拉伯語及其他近親語言的使用者將波斯語稱為「法爾西」（Fārsī），在大伊朗東部地區還被稱為「達利語」及「塔吉克語」。
在歷史上，波斯語是指一些伊朗語支語言，時至今日，波斯語是指印歐語系伊朗語支的伊朗西部語言。當今伊朗的大多數人口是波斯語西部方言的使用者，至於東部方言，即達利語或塔吉克語的使用者都佔塔吉克斯坦及阿富汗人口的大多數，也是烏茲別克少數民族的主要語言。俄羅斯、喬治亞、亞美尼亞、巴基斯坦、中國新疆、阿拉伯聯合大公國、巴林、伊拉克、科威特、阿曼及亞塞拜然也有使用波斯語的族群。

## 宗教
波斯文化孕育出三種主要的宗教：瑣羅亞斯德教、巴哈伊信仰及對聖奧古斯丁在他成為基督徒前產生巨大影響的摩尼教。瑪茲達教是古伊朗的另一種宗教，它被稱為是第一個共產意識形態。瑪茲達教及摩尼教是瑣羅亞斯德教的分支，瑣羅亞斯德教被認為是一神教的始祖。
在薩非帝國崛起前，遜尼派一直是主導伊朗大部分地區的伊斯蘭派系，除了塔巴里斯坦的扎伊迪派、白益王朝及完者都統治時期、阿薩辛派及薩爾巴達爾（Sarbadars）。在九個世紀內，儘管遜尼派佔著主導地位，許多遜尼派教徒都趨向什葉派，什葉派的三個分支十二伊瑪目派、伊斯瑪儀派及扎伊迪派（Zaidiyyah）在伊朗部分地區盛行。在那個時期，什葉派在庫法、巴格達、納傑夫及希拉（Al Hillah）有所滋長。什葉派是塔巴里斯坦、庫姆、卡尚、埃瓦吉（Avaj）、薩卜澤瓦爾（Sabzevar）的主要教派。在許多地區，什葉派及遜尼派教徒並存。在近代，伊斯瑪儀派教徒形成了一個印伊語系社區。
薩非王朝時期之前的波斯學者和科學家，如伊本·西那、賈比爾、賽爾曼（Salman al Farisi）、法拉比及納西爾丁·圖西（Nasīr al-Dīn al-Tūsī）都是什葉派穆斯林。許多重要的遜尼派穆斯林科學家、學者及名人都是波斯人或具有波斯血統，包括阿布·達烏德（Abu Dawood）、哈基姆·尼沙布里（Hakim al-Nishaburi）、塔巴拉尼（Al-Tabarani）、安薩里、穆罕默德·布哈里（Muhammad al-Bukhari）、提爾米基（Al-Tirmidhi）、奈薩儀（Al-Nasa'i） 及法赫爾丁·拉齊（Fakhr al-Din al-Razi）。遜尼派哈乃斐派教法學的創始人阿布·哈尼法（Abu Hanifa）都被廣認為具有波斯人血統。
伊朗第一個什葉派政權薩非王朝宣揚十二伊瑪目派，在其領土奉行十二伊瑪目派的法規，支持教派的學術研究。十二伊瑪目派的阿訇「打造了一套國家體制的理論」，認為當在「沒有確切的正當時」，薩非王朝的君主政制是「等待救世主降臨時最理想的政制」。

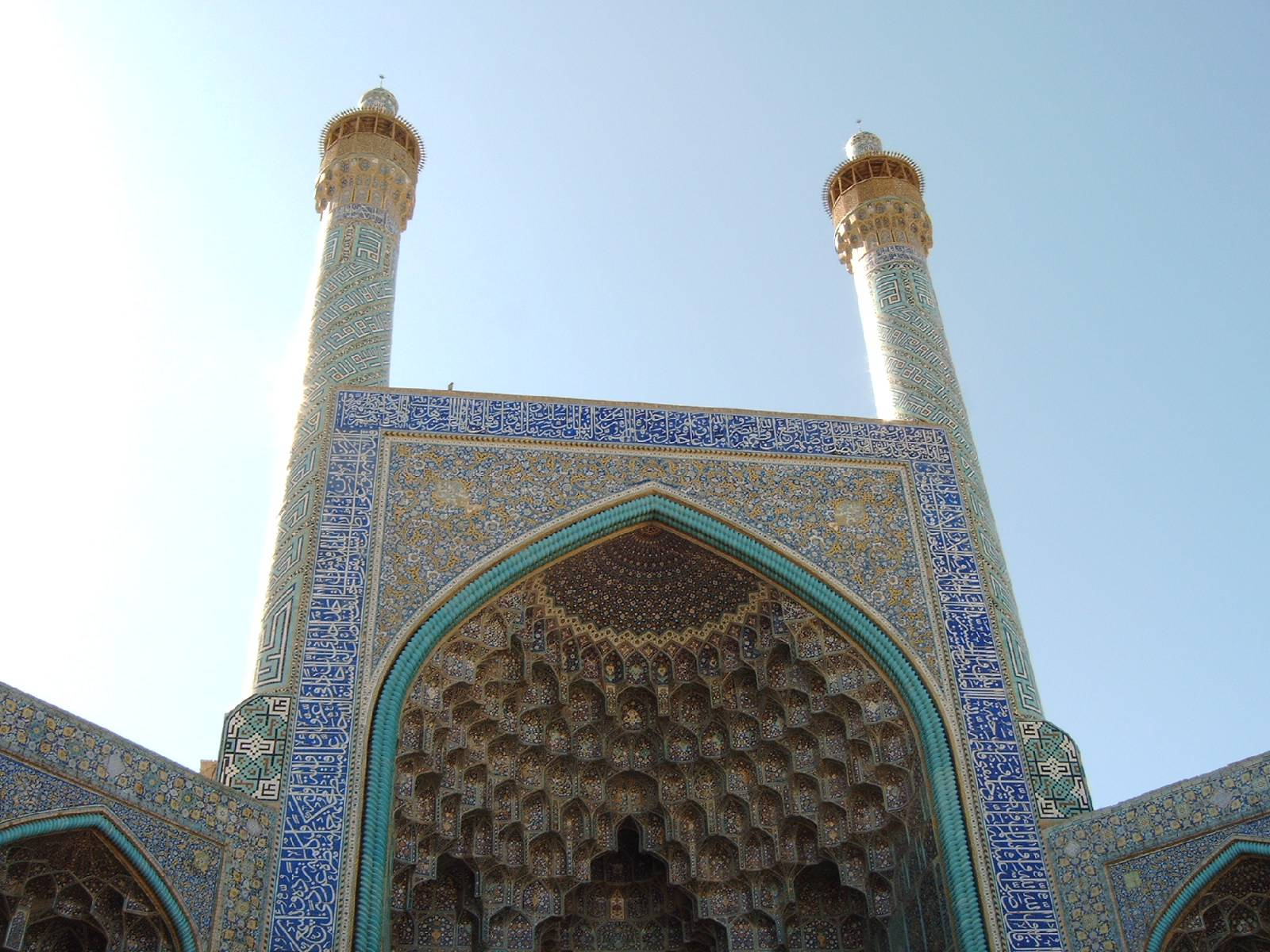
伊斯法罕沙阿清真寺的大門，該清真寺是薩非王朝時期波斯建築的楷模。

現時，信奉十二伊瑪目派的波斯什葉派穆斯林將遜尼派的哈乃斐派取代。在伊朗南部及庫爾德人當中則有數量可觀的沙斐儀派遜尼派穆斯林，佔少數的伊斯瑪儀派穆斯林則散落在各地。一些社區則信奉什葉派的蘇菲主義。祆教徒、基督徒、猶太教徒及巴哈伊信仰的教徒都各自形成了一些較小的社群，巴哈伊信仰在伊朗是這些少數宗教裡最大的宗教。一些波斯人是無神論者及不可知論者。

## 文化
波斯的電影可描繪出波斯文化，波斯電影得到不少支持及影評的讚賞，如《天堂的孩子》（Children of Heaven）及《櫻桃的滋味》（Taste of Cherry）。這些電影洞悉了波斯文化的現況，是當地人文狀況的深刻寫照。

### 藝術
波斯的藝術遺產不拘一格，具備東西方的元素。波斯藝術大量借鑒了當地的埃蘭文明、兩河文明及希臘文明（希臘時期的雕像）。波斯地處中央，成為東西藝術及建築的融合點，希臘羅馬的影響常與印度和中國的理念和技巧結合。波斯藝術延伸至中亞、高加索、小亞細亞、伊拉克及現代的伊朗，這廣袤的地區是波斯藝術發展的核心。

### 雕像
波斯人的藝術表達方式可追溯至阿契美尼德王朝時，當時出現了大量重要人物的雕像，通常具有政治及宗教意義，如波斯長生軍（帝王的精銳部隊）表示了兩河文明及古巴比倫的影響力。當地更具代表性的藝術是波斯縮圖。中國藝術的影響力也很明顯，但當地的畫家能運用各種的藝術形式，包括那些在奧斯曼帝國、薩非王朝及蒙兀兒帝國宮廷內看到的畫像。

### 音樂
波斯音樂的歷史可追溯至薩珊王朝巴爾巴德時期，甚至更早。除著它的逐漸演變，一種獨特的地中海東部音樂風格成為了波斯的民族音樂，與現今伊朗附近的音樂近似。時至今日，傳統音樂因受伊朗伊斯蘭政府的政策影響而衰落，伊朗的流亡者及異見人士轉向西方搖滾樂，當中帶有獨特的伊朗風格及波斯街舞。

### 建築

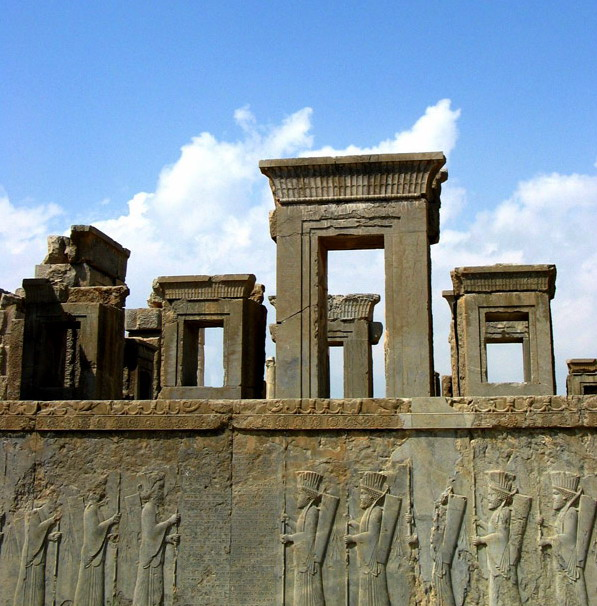
波斯波利斯遺址又稱「塔赫特賈姆希德」或「賈姆希德寶座」是波斯傳統古建築的一部分。

波斯人對建築的貢獻突出，波斯波利斯作為古波斯建築的表率，而現代的歷史紀念建築如歐瑪爾·海亞姆的墳墓則體現了波斯變幻多端的傳統。伊朗的一些城市展現了在歷史上波斯的獨特建築風格，如加茲溫省的哈拉甘雙子塔及伊斯法罕的沙阿清真寺。波斯建築的影響力超越了伊朗的地理界限，可見於整個中亞地區，如撒馬爾罕的比比哈努姆清真寺（Bibi-Khanym Mosque）、布哈拉的薩曼王朝陵墓及阿富汗西部的賈穆宣禮塔（Minaret of Jam）。伊斯蘭建築是以波斯人所建立的基礎而發展出來，阿格拉的泰姬陵及伊斯坦堡的蘇丹艾哈邁德清真寺亦可見波斯建築技術的影子。

### 地毯
德國藝術評論家戈特弗里德·森佩爾（Gottfried Semper）稱「地毯的原意是分隔空間」，因此地毯編織是以古文明建築為基礎發展出來的一種技藝。波斯地毯以手工精細聞名於世，其文明地位亦非常重要。早在公元前五世紀，以纖維交織的方法編製衣服已出現在伊朗。著名希臘將領地米斯托克利在波斯流亡時也提及到「波斯地毯」：
|                                                      | 他（亞達薛西一世）讓他自由表達對希臘事務的意見。地米斯托克利說，話語就像昂貴的波斯地毯，那些美麗的圖案只能在張開它的時候才能展示，把它摺疊起來，它就不為人知，因此他要求亞達薛西一世給他一些時間。 |
| ——普魯塔克（《希臘羅馬名人傳》第49章，地米斯托克利） | |

### 園林
波斯園林的設計反映人間樂園，英語所說的樂園（Paradise）出自波斯語「Pardis」，正是指波斯園林。
波斯園林在古代已存在，在伊斯蘭時期，波斯園林更為突出，阿拉伯統治者利用波斯人的園林技藝在安達盧斯至喀什市廣建園林。《一千零一夜》及詩人歐瑪爾·海亞姆的作品裡的波斯園林更是名垂千古。

## 婦女
波斯婦女在歷史上扮演著重要的角色。雖然是虛構角色，雪拉薩德（Scheherazade）依然象徵著女性的智慧，姬蔓·芭奴的美貌促成了泰姬陵的興建。古代貴族婦女在許多權利上能與男性平等，但是在二十世紀前，波斯婦女在整體上未能得到平等對待。詩人塔希莉（Táhirih）對中東的現代婦女運動有很大的影響力，塔希莉司法中心（Tahirih Justice Center）以她的名字命名。
當今的波斯婦女在社會上起著積極的作用，他們能夠擠身於各行各業，如政治、法律及運輸等，伊朗大學的女學生逐漸佔著主導地位，伊朗議會上亦充斥著女性立法委員，當中女性的比例甚至達到西方的標準。伊朗前女副總統瑪蘇梅·埃卜特卡爾（Masoumeh Ebtekar）對西方傳媒的能言善辯引起了注意，為穆罕默德·哈塔米任職總統時期的女性政治人物樹立了榜樣。

## 外部連結
- （英文）「西波斯人」的由來 （页面存档备份，存于）
- （英文）波斯民族、生活方式、歷史及宗教 （页面存档备份，存于）